# Округ Џонсон (Тексас)
Округ Џонсон (енгл. Johnson County) је округ у америчкој савезној држави Тексас. По попису из 2010. године број становника је 150.934.

## Демографија
Према попису становништва из 2010. у округу је живело 150.934 становника, што је 24.123 (19,0%) становника више него 2000. године.
| Група             | 2000.           | 2010.           |
| Белци             | 105.460 (83,2%) | 115.545 (76,6%) |
| Афроамериканци    | 3.166 (2,5%)    | 3.979 (2,6%)    |
| Азијати           | 664 (0,5%)      | 982 (0,7%)      |
| Хиспаноамериканци | 15.375 (12,1%)  | 27.319 (18,1%)  |
| Укупно            | 126.811         | 150.934         |